# コニカ
コニカ株式会社（英: Konica corporation）は、かつて存在した日本のカメラ、写真フィルムメーカー。日本の光学機器、感光材メーカーとしては古い歴史を誇る。2003年（平成15年）にミノルタと合併しコニカミノルタとなったが、同社は2006年（平成18年）3月をもってカメラ、フィルム関連事業より撤退している。

## 沿革
本節の出典は特記ない限り、コニカミノルタホールディングス株式会社 有価証券報告書 ‐ 第107期（平成22年4月1日～平成23年3月31日）第一部「企業情報」 / 第1「企業の概況」 / 2「沿革」。
- 1873年（明治6年）- 杉浦六三郎、東京麹町で小西屋六兵衛店（小西本店）を立ち上げ、写真関係商品、石版印刷材料の販売を開始。
- 1885年（明治15年）- 小西屋六兵衛店が東京市内に工場を設置、写真機、台紙、石版器材の製造を開始。
- 1902年（明治35年）- 小西屋六兵衛店が東京淀橋に工場「六桜社」を設置、写真乾板、印画紙の製造を開始（現：新宿区西新宿、1963年（昭和38年）まで操業）[1]。
- 1903年（明治36年）- 国産初のブランド付カメラとなる「チェリー手提用暗函」、国産初の印画紙「さくら白金タイプ紙」を発売する。
- 1921年（大正10年）- 小西屋六兵衛店を改組し、合資会社小西六本店に移行。
- 1923年（大正12年）- 合資会社小西六本店が、小西写真専門学校（現：東京工芸大学[2]）創設。
- 1936年（昭和11年）12月22日 - 合資会社小西六本店が、別会社として、東京日本橋室町に株式会社小西六本店を設立。
- 1937年（昭和12年）2月 -  前年に設立された株式会社小西六本店が、株式会社小西六と改称した上で、合資会社小西六本店を吸収合併。
- 1938年（昭和12年） - 六桜社の工場を南多摩郡日野町に開設（現：東京都日野市さくら町1、コニカミノルタ東京サイト日野）[3]。
- 1943年（昭和18年）4月 - 株式会社小西六が、小西六写真工業株式会社と改称。
- 1949年（昭和24年）5月 - 小西六写真工業株式会社が、東京証券取引所に上場。
- 1987年（昭和62年）10月21日 - 小西六写真工業株式会社が、コニカ株式会社と改称。ブランドを「コニカ」に統一。
- 2003年（平成15年）4月1日 - コニカ株式会社が、純粋持株会社に移行。
- 2003年（平成15年）8月5日 - コニカ株式会社が、ミノルタ株式会社を完全子会社化し、コニカ株式会社はコニカミノルタホールディングス株式会社となる。

## 写真用フィルム
杉浦六三郎（のちの6代目杉浦六右衞門）が1873年（明治6年）、東京麹町で薬種問屋小西屋六兵衛店を立ち上げ、写真関係商品や石版印刷材料の販売を開始したことに始まり、のちに小西六写真工業株式会社へと発展し、1903年（明治36年）に国産初の印画紙を発売した。
小西六写真工業は日本の写真用カメラフィルムのトップブランドの1つとして成長し、戦後の国内シェアは、さくらカラー（のち「サクラカラー」に変更）が富士写真フイルム（現：富士フイルムホールディングス）のフジカラーを圧倒する状態が続いた。しかし1970年代に入ると、圧倒的な広告費を投入して知名度を向上させたフジカラーがシェアを逆転した。サクラカラーはその後、コニカカラー、コニカミノルタカラーフィルムを経て事業撤退するまでの間、ついに首位の座を奪いかえすことはできなかった。
1987年に日本以外で使用していたブランド名「コニカ」に国内でも統一し、社名もコニカに変更。フィルムの商標もサクラカラーからコニカカラーに変更した。この際にコーポレートカラーを赤色（朱色）から青色（コニカブルー）に変更している。
2006年、写真フィルム・レンズ付きフィルム・感材（印画紙・薬品）を含めたDPE分野の事業を大日本印刷（DNP）に譲渡して撤退し、コニカブランドのフィルムは事実上消滅した。その後2009年にDNPも生産を打ち切ったため、完全にフィルム製造およびフィルム販売事業から撤退した。

## 六桜社
小西屋六兵衛店は1902年（明治35年）、写真乾板・印画紙の工場として六桜社（六櫻社、ろくおうしゃ）を東京・淀橋（現：東京都新宿区西新宿）に開設した。新宿の工場は1963年（昭和38年）まで操業し、新宿副都心開発により閉鎖。現在は新宿中央公園の「区民の森」となっており「写真工業発祥の地」の記念碑が建てられている。2011年には「六桜社跡」として新宿区の地域文化財（都市・産業分野、歴史分野）にも認定された。
株式会社小西六となった後の1938年（昭和12年）、東京府北多摩郡日野町（現：東京都日野市）に六桜社の工場を開設。これが現在のコニカミノルタ東京サイト日野（旧：日野事業所）である。六桜社は1940年（昭和15年）11月3日、国産初のカラーフィルムであるさくら天然色フヰルム（後のサクラカラーリバーサル）を発表。日野の工場でさくら天然色フヰルムを生産していたことにちなみ、「国産初のカラーフィルム発祥の地」として日野市さくら町と命名された。同社日野グラウンドには桜の木が植えられ、現在でも毎年春に「コニカミノルタさくらまつり」を開催して地域住民との交流を深めている。

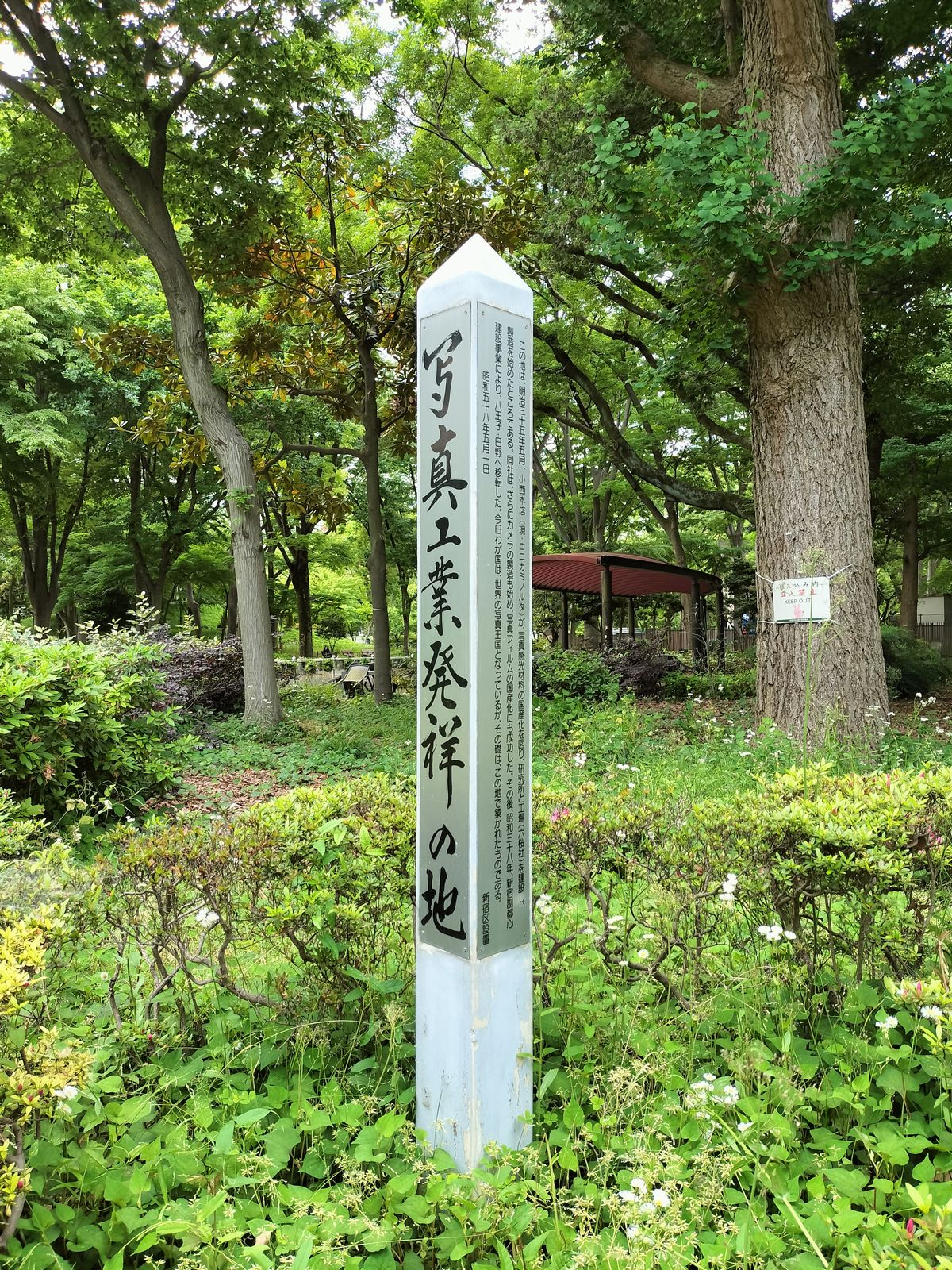
「写真工業発祥の地」記念碑（新宿中央公園）

## 映画用フィルム
コニカは銀塩フィルムの最大手として、映画用フィルムの製造も手がけた。
かつてカラー映画用フィルムはテクニカラー（TECHNICOLOR）・システムという方式が世界の主流であった（現在も著名）。これはプリズム分解式のカメラで3原色ごとに3本のモノクロフィルムを使って撮影し、プリントの段階でカラー化するという、後のテレビカメラに通じる方式だが、フィルムのコストとプリント工程が増加するという欠点もあった。
これに対し、1942年に小西六はフィルムの記録面を3層にし、1本のフィルムを3工程で現像することによりカラー化する「コニカラー・システム」を開発した。当時にあっては画期的なシステムだったが、時局柄世界に広まることはなかった。しかし日本映画界には歓迎され、映画界と2つの車輪となってシステムの完成に尽力した。
しかし1951年に富士写真フイルムが1本のフィルム・1工程現像の映画用カラーリバーサルフィルムを発売したことで、コニカラー・システムの優位性は覆されてしまい、以降コダックと富士フイルムの世界を二分する商戦の中で埋没していくことになる。
家庭用を主体とする8ミリフィルムでは、富士フイルムとの対立から当初コダックの「スーパー8」陣営についた。「世界で通用するコニカのスーパー8」をキャッチコピーに拡販を狙ったが、スーパー8に因縁のある富士フイルムの「シングル8」の徹底した世界展開により優位性は得られなかった。

## カメラ
カメラの製造販売にも力を注ぎ、1903年には国産初の商品名を持つカメラ「チェリー手提暗函」を発売。戦前から「ミニマムアイデア」、「パール」シリーズや「パーレット」シリーズ、「リリー」シリーズなどの大衆向けから上級者向けの高品質カメラを数多く製造して名を馳せた。
戦後は「コニカI」から出発。フィルムメーカーという商品戦略上の理由もあり、基本性能を生かしたまま誰でも扱いやすい製品群が生み出された。一例がフラッシュを内蔵しシャッターを押すだけで誰でも簡単に写真が撮れる「ピッカリコニカ」、世界初のオートフォーカス機構を採用した「ジャスピンコニカ」であり、日本中の家庭にコンパクトカメラが浸透するきっかけを作った。
また工事現場などでの記録写真用に特化して、防塵防水ボディを採用し汚れたら水洗いできるコンパクトカメラ「現場監督シリーズ」、ワインダーを内蔵した一眼レフカメラ「FS-1」など、後世に主流となる機能・機構を盛り込んだ数多くの名機を世に送り出した。写真愛好家の中では高級レンズ「ヘキサー」「ヘキサノン」のブランド名で馴染みがある。
2000年代初めからはコンパクトデジタルカメラとして「Digital Revioシリーズ」を発売。「Revio」はもともとAPSカメラの商標名で、のちにデジタルカメラのシリーズが投入されたが、末期にはデジタル機も単に「Revio」として発売された。しかしフィルム事業にも影響しかねない分野だけに集中的な開発は行われず、後にミノルタと合併した際には「デジタル現場監督」と一部の銀塩コンパクトカメラのみを残し、ミノルタの商品群に飲まれて姿を消すこととなった。
2006年1月19日、コニカミノルタホールディングスは同年3月末に写真フィルムからレンズ・カメラに至る全ての写真関連分野から撤退することを発表した。ミノルタ時代からの「α」ブランドを含むデジタル一眼レフカメラ事業は先に提携を発表していたソニーに譲渡し、同時期をもって長年続いたコニカのカメラ事業は幕を閉じた。

## その他の製品・事業
他の商品としては「U-bix」ブランドの複写機シリーズがあった。
1980年代にはマグナックス（Magnax）のオーディオブランドで音楽用カセットテープも手がけ、その後もコニカミノルタへの統合までコニカブランドでカセットテープ・ビデオテープの販売を行っていた。アンペックスが小西六写真工業時代に合弁会社「小西六アンペックス」を設立し、マグナックスブランドで音楽用カセットテープを製造販売していた時期もある。
またエニックス（現：スクウェア・エニックス）との合弁会社「小西六エニックス」（後に「コニカエニックス」と改称）を設立した。

## ミノルタとの合併
2003年4月1日に事業子会社を設立し持株会社化した。同年8月には写真機・複写機大手のミノルタを完全子会社化し、コニカミノルタホールディングスを発足させた。同年10月1日、ミノルタをコニカミノルタホールディングスに合併し、その事業をコニカミノルタホールディングスの事業子会社に分割した。この結果、写真フィルム事業は以下のように再編された。
- 一般用カメラフィルム - コニカミノルタフォトイメージング
  - 2004年にコニカミノルタカメラを合併。事業譲渡や関連法人の解散を行い、2011年3月31日で法人解散。
- 医療用・印刷用フィルム、機器等 - コニカミノルタエムジー
- 複写機 - コニカミノルタビジネステクノロジーズ

2013年4月1日にグループ内の再編に伴い、コニカミノルタエムジーとコニカミノルタビジネステクノロジーズを含む事業子会社7社をコニカミノルタホールディングスへ合併。事業会社となった同社はコニカミノルタに商号変更した。

## CM出演者・関係者
特記なきものは「サクラカラー→コニカカラー」のキャラクター。
- 灰田勝彦 - 小西六提供による日本初のラジオコマーシャルソング「僕はアマチュアカメラマン」を歌う。作詞・作曲は三木鶏郎。
- 松村達雄
- 芥川也寸志
- アン・ルイス
- シェリー
- 萩本欽一
- 井上順（ピッカリコニカ、ジャスピンコニカ）
- 西川きよし・ヘレン夫妻（愛情コニカAcom-1）
- 山城新伍・花園ひろみ夫妻（当時・愛情コニカAcom-1）
- 田原俊彦
- 近藤真彦（コニカC35EF3）
- 郷ひろみ（CMソングに「REE」が使われた）
- 薬師丸ひろ子
- 渡辺典子
- 江本孟紀
- 徳之島の五つ子ちゃんたち
- 田淵幸一一家
- 山本寛斎
- 二谷友里恵
- 東山紀之
- 西田ひかる
- 冨永愛
- 爆笑問題（撮りっきりコニカ）
- よゐこ（撮りっきりコニカ）
- 山口弘美（撮りっきりコニカ）
- マーク・マグワイア - 1998年シーズン最多本塁打のメジャーリーグ記録62本目が（旧）ブッシュ・スタジアムにある当時のコニカのアメリカ現地法人の看板に当たり、後に日本でコマーシャルの題材にもなった。

## スポンサー
- 東京ドーム - 前身の後楽園球場時代からのフェンス広告のスポンサーで、ミノルタとの統合後はコニカミノルタに引き継がれた。
- サンダードルフィン - オープン当初の協賛企業。ミノルタとの統合後はコニカミノルタに引き継がれた[6]。
- 日本女子プロゴルフ選手権大会 - 冠スポンサー（コニカ杯）として協賛。ミノルタとの統合後はコニカミノルタに引き継がれた。
- ワールドレディスチャンピオンシップ（ゴルフ） - 1985～92年に小西六杯（社名変更後はコニカカップ）として協賛。
- コニカカップ - 1990年・1991年の2年間開催されたサッカーのカップ戦。

## 主な提供番組
- さくらスターライト劇場 - 1963年から1964年までフジテレビ系列で放送されたテレビドラマ放送枠。
- 特捜最前線 ｰ テレビ朝日系列で提供スポンサー。、放送されたテレビドラマ。
- JNNニュースコープ - TBS系列で放送された報道番組。
- チンプイ - テレビ朝日系列で提供スポンサー、放送されたテレビアニメ。
- 邦ちゃんのやまだかつてないテレビ - フジテレビ系列で放送されたバラエティ番組。
- JFN共通時報
- 欽ちゃんのどこまでやるの! -テレビ朝日系列で放送されたバラエティ番組。